# Eskirla
Eskirla (a veces escrito como Skirla) es una banda de rock en español originaria de Chihuahua, Chihuahua, México, fundada en 1980 por el vocalista, guitarrista y compositor Rodolfo Borja. Con más de cuatro décadas de trayectoria, la agrupación ha sido una figura destacada en la escena local de rock, conocida por sus letras en español que reflejan la cultura de la región y un estilo que combina influencias del hard rock, música folk, blues y rock and roll. A lo largo de su carrera, Eskirla ha lanzado cinco álbumes de estudio, varios sencillos y una compilación antológica, consolidándose como una de las bandas más longevas del estado.

## Historia

### Antecedentes (1969-1979)
Rodolfo Borja Martínez (1955), miembro fundador de la banda, creció en Anáhuac (Chihuahua), donde aprendió a tocar la guitarra a finales de los años sesenta con bandas locales que incluían piezas de rock and roll en su repertorio, como Los Incógnitas, The Snakers, Los Griegos y Los Magos; así como con bandas de Cuauhtémoc (Chihuahua), como Los Detectives de Scotland Yard, y de la ciudad de Chihuahua, como Los Químicos, Los Espaldas Mojadas, Los Ovis, y otras más. En los periodos vacacionales, Rodolfo viajaba a la casa de su tía Amparo Borja, en la ciudad de Chihuahua, donde tuvo oportunidad de escuchar a más bandas de rock en lugares como el Pop, el Chihuahuense y el Salón San Francisco, así como en algunas tardeadas en otros sitios. En 1971, al terminar los estudios de secundaria en Anáhuac, Rodolfo se trasladó a la ciudad de Chihuahua para estudiar en la preparatoria del Instituto Tecnológico Regional de Chihuahua. Allí, se enteró pronto del Festival de Avándaro y de la campaña gubernamental de desprestigio y prohibición de conciertos de rock que vino después. Esto desincentivó la producción comercial de bandas nacionales que componían música de rock en español e indirectamente promovió la aparición de sitios clandestinos o secretos para las bandas que se aventuraban a presentar su obra musical en vivo. En ese contexto, Rodolfo inició su carrera musical, junto con otros músicos como Alberto Chávez, “el General”, Luis Tena y Leonardo Gallegos, entre otros. Fue con ellos que Borja integró el grupo Bluesmanía, que empezó sus presentaciones en 1977. Para finales de esa década, el grupo había ganado prestigio local, pero sus miembros quisieron probar suerte en los Estados Unidos y tuvieron por ello una breve estancia en la ciudad de Denver, Colorado. No obstante, a inicios de 1980, los miembros de Bluesmanía regresaron a la ciudad de Chihuahua y empezaron a ensayar el material nuevo que presentarían el 21 de marzo de ese año en el local conocido como La Fonda Verde, un espacio cultural situado en la esquina de la calle 20 de abajo y el canal (justo enseguida del centro social denominado "El Paraje de los Indios"), local abierto por iniciativa de Jesús Leal, donde interactuaban artistas de la escena local como Francisco "El Chato" Reyes, Mario Arnal, Remigio Córdoba, Lorena Villatoro, Gabriela Roel, Pedro Laguna con Aguaviva, Gabriel Ortiz, Rogelio Treviño,  Jimmy González, Pablo Leos y María Dolores Guadarrama, Wankarany, Tonche Antonio, Miguel Ángel Moreno, y Antarez 3.  Sin embargo, al regresar con un concepto musical ligeramente diferente, una alineación reducida y con material nuevo, la banda Bluesmanía decidió cambiar el nombre por Eskirla.

### Inicios y primer sencillo (1980-1988)
Eskirla tuvo su primera presentación el 21 de marzo de 1980 en La Fonda Verde de la ciudad de Chihuahua. La alineación original incluía a Rodolfo Borja Martínez en la voz, Luis Tena en el bajo y Alberto Chávez en la batería; y más tarde se complementaría con Jaime Lozano en la guitarra. Ese mismo año, la banda grabó su primer sencillo, Operadora / No es el camino, que obtuvo difusión en estaciones de radio locales y ayudó a dar a conocer al grupo en el estado. En 1982, lanzaron una cinta con nueve canciones, aunque no se ha documentado un título oficial para este trabajo. En los años siguientes, Eskirla hizo presentaciones en varios lugares, entre ellos en “El Hobbit”, alternando con varias bandas locales, y más tarde en el “Jazz ¾” y en “La Balada del Gato”.
En 1988, Eskirla firmó un contrato con la disquera Pentagrama de la Ciudad de México, un paso significativo que los integró al movimiento nacional del rock en español. Ese año lanzaron su primer álbum de estudio, Historias de fantasmas, grabado en vinilo y reeditado en CD en 2021. Este disco marcó su entrada al panorama nacional, con temas originales escritos del grupo, con lo que se unieron al movimiento nacional que reivindicaba al rock en español.

### Consolidación y lanzamientos posteriores (1989-2015)
Eskirla se consolidó localmente como una banda con una propuesta propia que sirvió de inspiración para otras agrupaciones locales. Para 1992, la banda era ya considerada un referente para la cultura regional y por ello, en julio del mismo año, realizó un concierto en el Teatro de los Héroes de la ciudad de Chihuahua, el principal foro cultural de Chihuahua. Para entonces, la agrupación estaba formada por Rodolfo Borja, en la guitarra y voz, Luis Tena, en el bajo, Alejandro Tirado, en la batería, y Armando Núñez “Mandys”, en la guitarra. Además, como invitados, participaron otros reconocidos músicos locales como Francisco “Kiko” Rodríguez, Rosario “Chayo” Contreras y un trio de cuerdas de maestros de la Escuela de Bellas Artes de la Universidad Autónoma de Chihuahua.
En 1996, Eskirla participó en un proyecto para Sima Records, de Ciudad Juárez, titulado El norte no está pintado, el cual es un acoplado con varias bandas locales y fue publicado en julio de ese mismo año, lo que reflejó su continuidad en la escena. Dos años después, en 1998, lanzaron su segundo álbum de estudio, Ilegal, con canciones como el tema homónimo, escrito y compuesto por Rodolfo Borja.
En 2002, la banda publicó Sobreviviente, su tercer álbum de larga duración, grabado entre estudios de Chihuahua y la Ciudad de México, considerado por algunos como su mejor producción hasta ese momento debido al apoyo técnico y musical recibido. En 2011, presentaron El tiempo y el camino, una compilación antológica con 19 temas clásicos extraídos de sus discos anteriores, incluyendo Historias de fantasmas, El norte no está pintado, Ilegal y Sobreviviente.
En 2014, el Instituto Chihuahuense de la Cultura, el Consejo Nacional para la Cultura y las Artes y el Fondo Estatal para la Cultura y las Artes del Estado de Chihuahua, por medio del Programa de Estímulos a la Creación y al Desarrollo Artístico “David Alfaro Siqueiros”, otorgó la distinción de “Creador emérito” a Rodolfo Borja Martínez, director y fundador de Eskirla. Al año siguiente, se le entregó a Borja la medalla al “Creador emérito 2014”, el 28 de abril de 2015.
El quinto álbum de estudio de Eskirla, Como Regresar, fue lanzado en 2015 y presentado en un concierto en Chihuahua el 28 de marzo de ese año en Music City. Este trabajo mantuvo la tradición de música original escrita por Borja, reafirmando la relevancia de Eskirla en el rock local.

### Actividad reciente
El 25 de marzo de 2023, Eskirla presentó su disco titulado El Plan, con nuevos temas para reflexionar sobre asuntos actuales, incluyendo las medidas tomadas por los gobiernos durante la pandemia de COVID-19 en 2020, continuando así en el camino y consolidando el trabajo hecho en todos estos años con toda la actitud de la banda. Eskirla ha continuado realizando presentaciones, principalmente para conmemorar su aniversario y sigue siendo mencionada como activa en plataformas locales y redes sociales. Su impacto ha sido más notable en Chihuahua que a nivel nacional, lo que los ha convertido en un referente de la escena rockera regional.

## Estilo musical
Eskirla se caracteriza por un estilo de rock en español que combina elementos del hard rock, música folk, blues y rock and roll con influencias locales, evidentes en las letras de Rodolfo Borja. Sus canciones abordan temas cotidianos y experiencias de la vida en el norte de México, incluyendo la migración, la violencia y la marginación, resonando con audiencias locales.

## Miembros

### Miembros actuales
- Rodolfo Borja – voz, guitarra y compositor principal (1980–presente)
- Claudia Mendoza – bajo y voces
- Alejandro Tirado – batería

### Miembros anteriores
- Luis Tena – bajo
- Alberto Chávez Hernández – batería
- Jaime Lozano – guitarra
- Armando Núñez Portillo – guitarra
- Daniel Ávila – guitarra
- Omar Sáenz “El Borre” – bateria

## Discografía

### Álbumes de estudio
- Historias de fantasmas (1988, reeditado en 2021)
- Ilegal (1998)
- Sobreviviente (2002)
- Como regresar (2015)
- El plan (2023)

### Compilaciones
- El tiempo y el camino (2011)

### Sencillos y otros lanzamientos
- Operadora / No es el camino (sencillo, 1980)
- Cinta sin título (9 canciones, 1982)
- El norte no está pintado (split CD, 1996)

## Legado
Eskirla ha sido reconocida como una de las bandas pioneras del rock en español en Chihuahua, contribuyendo a la diversidad cultural del estado. Aunque su alcance ha sido predominantemente regional, su longevidad y consistencia los han convertido en un símbolo de resistencia dentro del género en una región conocida más por otros estilos musicales.